# Rue Méchin
La rue Méchin située dans la commune de L'Île-Saint-Denis en est une des artères principales.

## Situation et accès

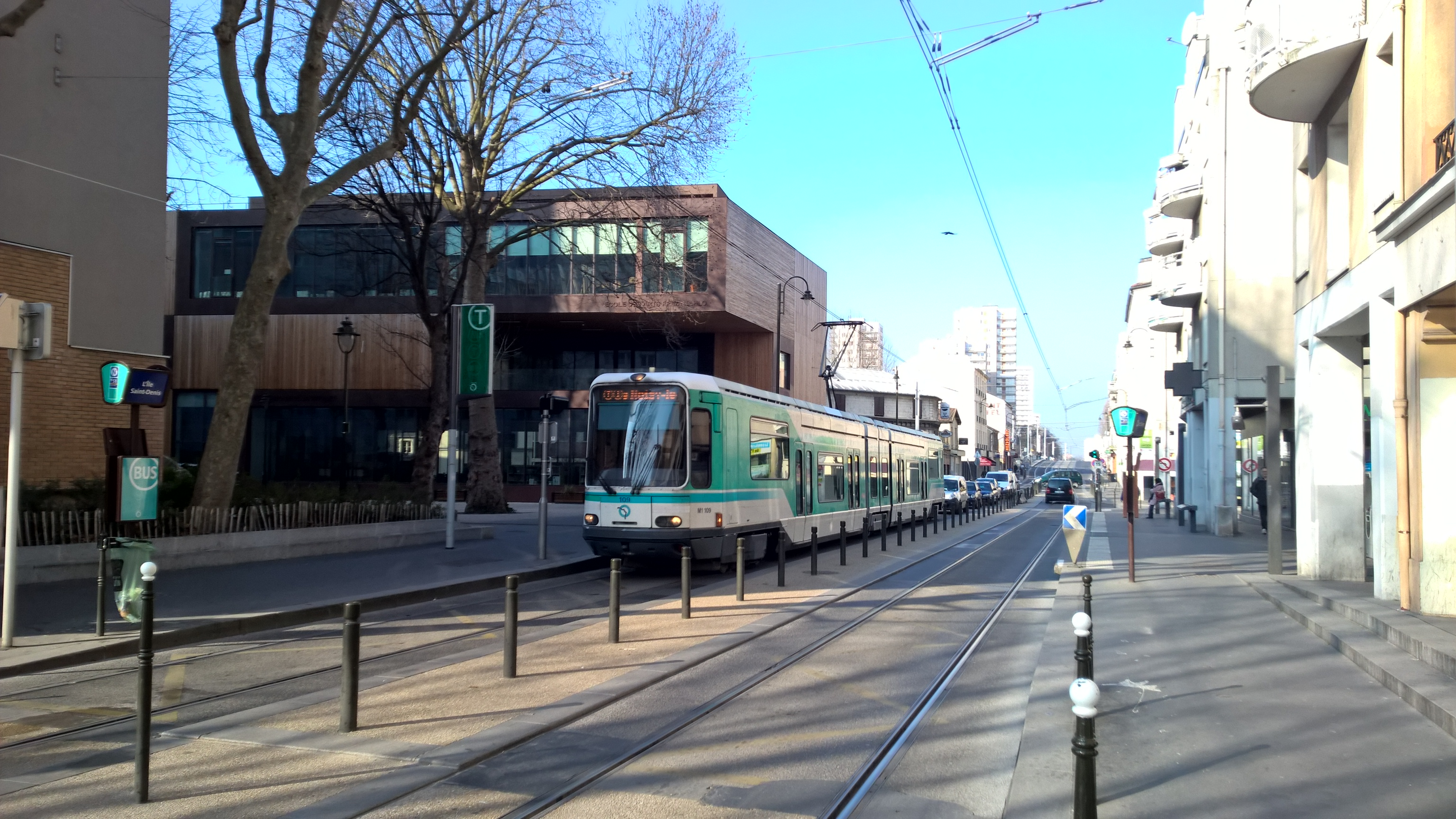
T1 rue Méchin à l'Île-Saint-Denis

La rue traverse d'est en ouest la totalité de la commune et de l'île. Elle croise notamment l'avenue Jean-Jaurès, la rue de Verdun et la rue du Bocage. Elle rencontre la Seine, à l'Ouest sur le quai du Moulin, et à l'Est au carrefour du quai de Seine et du quai de la Marine.
On y trouve la mairie et les principaux bâtiments et commerces de la ville.
Elle est desservie par la ligne 1 du tramway d'Île-de-France à la station L'Île Saint-Denis. Le tramway a la particularité sur cette artère d'être sur une plateforme partagée avec la circulation générale, la largeur de la rue ne lui permettant pas de disposer d'un site propre.

## Origine du nom

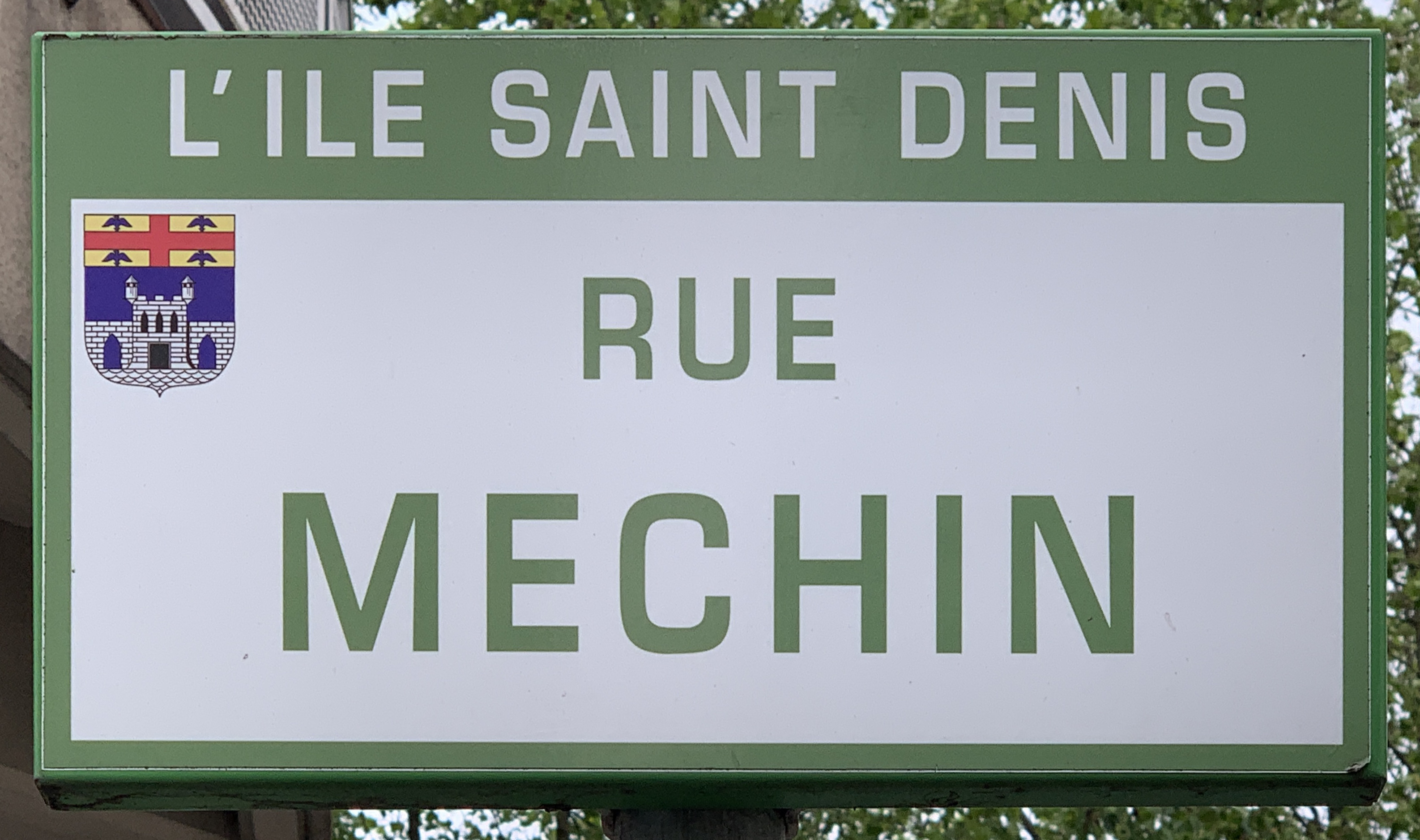
Plaque de la rue.

Elle porte ce nom en hommage à Lucien Méchin, nommé sous-préfet de Saint-Denis le 13 novembre 1835.

## Historique

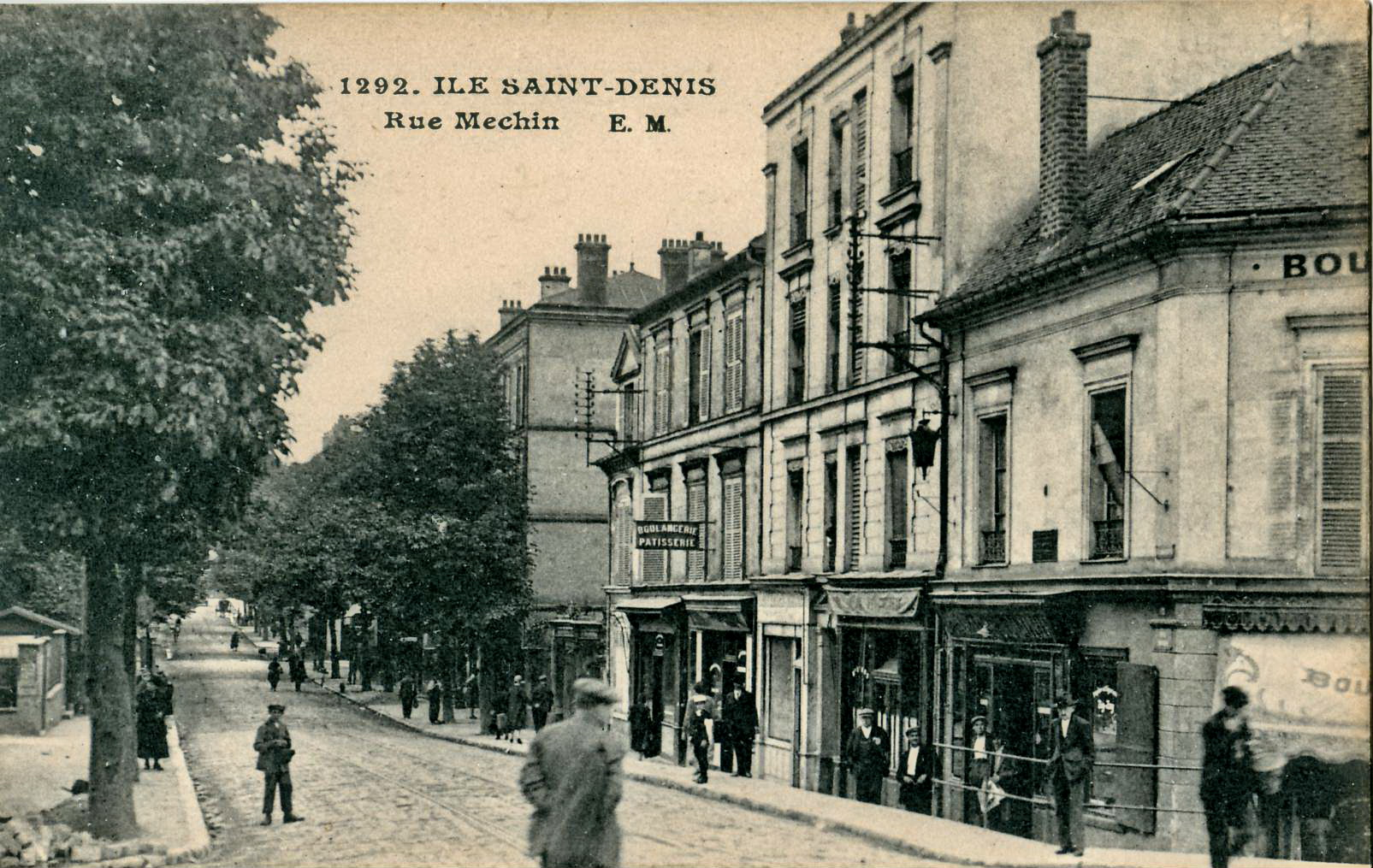
EM 1292 - ISD - Rue Méchin

Cette rue faisait partie de la route menant à Saint-Denis qui faisait traverser la Seine sur des bacs. Au XIXe siècle, le regroupement des différents îlots et l’édification de ponts suspendus (en 1844) puis sur pilier (en 1905) renforcent son importance.
Avant 1870, les fortifications avancées protégeant Paris sont reliées par un axe correspondant à la RN 186 et dont la rue est un tronçon.
Située au bord du fleuve, la rue est particulièrement touchée par la crue de la Seine de 1910.

## Bâtiments remarquables et lieux de mémoire
- Hôtel de ville de L’Île-Saint-Denis.
- Théâtre Jean-Vilar[4].